# Episodi di Burden of Truth (terza stagione)
La terza stagione della serie televisiva Burden of Truth, composta da 8 episodi , è stata trasmessa in Canada sulla CBC, dall'8 gennaio al 26 febbraio 2020.
In Italia la stagione sarà trasmessa in prima visione su Rai 4 dal 29 novembre al 2 dicembre 2021.
| n° | Titolo originale       | Titolo italiano | Prima TV Canada  | Prima Tv Italia  |
| -- | ---------------------- | --------------- | ---------------- | ---------------- |
| 1  | Crawford Chang         |                 | 8 gennaio 2020   | 29 novembre 2021 |
| 2  | Wherever You Go        |                 | 15 gennaio 2020  | 29 novembre 2021 |
| 3  | No Fathers and Sons    |                 | 22 gennaio 2020  | 30 novembre 2021 |
| 4  | Desperate Measures     |                 | 28 gennaio 2020  | 30 novembre 2021 |
| 5  | Crisis of Faith        |                 | 5 febbraio 2020  | 1 dicembre 2021  |
| 6  | It Takes a Village     |                 | 12 febbraio 2020 | 1 dicembre 2021  |
| 7  | Name Your Ghosts       |                 | 19 febbraio 2020 | 2 dicembre 2021  |
| 8  | Shelter from the Storm |                 | 26 febbraio 2020 | 2 dicembre 2021  |